# Ethnien in Mauretanien
Mauretanien bildet die Grenze zwischen  Nord- und Subsahara-Afrika. Es gibt deshalb unter den Ethnien in Mauretanien solche von arabisch-berberischer und solche von schwarzafrikanischer Abstammung.
Die ethnische Unterscheidung der Volksgruppen in Mauretanien schließt die durch den Islam nachempfundene nationale Einheit nicht aus. Die im Süden lebenden Tukulor konvertierten im 11. Jahrhunderts zum Islam. Sie verbreiteten ihre neue Religion im Gebiet des heutigen Senegal und von dort aus in ganz Westafrika. Die sesshafte Bevölkerung und die Anrainer des Senegalflusses wurden mehr durch die Kolonisierung geprägt und waren der afro-europäischen Kultur viel näher als die Mauren, die eher von der arabischen Welt beeinflusst wurden.

## Kulturelle Doppelzugehörigkeit
Die Zugehörigkeit zum arabischen und schwarzafrikanischen Kulturkreis war bei der Unabhängigkeit 1960 die offizielle Begründung für eine dem Land zukommende politische Funktion als Bindeglied. Traditionell wird Mauretanien – auch geografisch – gemäß diesen Volksgruppen in das sogenannte Ard al-Bīdān, was „Land der Weißen“ bedeutet, und Ard as-Sūdān, das „Land der Schwarzen“, unterteilt. Diese Begriffe werden abgrenzend, aber nicht abwertend gebraucht.
Die mauretanische Gesellschaft wird in hierarchisch strukturierte Statusgruppen oder Klassen und gleichzeitig in Stammesgruppen unterteilt. Daher können Schwarze, die der nomadischen Welt angehören, zusammen mit arabisch-berberischen Ethnien in dieselbe Statusgruppe gehören. Die Benennung Mauren, auch Bīdān, gilt all jenen nomadischen Gruppen, die kulturell arabisiert wurden – ungeachtet ihres ethnischen Ursprungs. Die folgende Unterscheidung teilt die Mauren nach Klassen und die Schwarzafrikaner nach Ethnien ein. Seit der Unabhängigkeit Mauretaniens 1960 gab es gewisse Aufweichungen der sozialen Differenzierung, die Gesellschaftsstrukturen sind aber grundsätzlich erhalten geblieben.

## Bevölkerungszahlen
Nach einer groben Schätzung von 1992 machen Mauren etwa 70 Prozent der Gesamtbevölkerung aus, die schwarzafrikanischen Volksgruppen teilen sich die restlichen 30 Prozent. Bevölkerungszahlen sind ein Politikum in Mauretanien und werden seit den Spannungen zwischen den beiden Bevölkerungsgruppen in den 1980er Jahren offiziell nicht mehr angegeben. Im April 1989 begannen gewaltsame Rassenunruhen zwischen maurischen Viehzüchtern und senegalesischen Ackerbauern auf einer Insel im Senegalfluss, die zu Pogromen in beiden Staaten, zur zeitweiligen Schließung der Grenze und zum Abbruch der diplomatischen Beziehungen zum südlichen Nachbarland führten. Schließlich richteten Senegal und Mauretanien Luftbrücken ein, um 10.000 Menschen vom einen ins andere Land zu befördern. Der offene Konflikt war ein Jahr später beigelegt, die Ursachen – Streit um die Verteilung von natürlichen Ressourcen und Land – bestehen allerdings weiter.
Die letzte Volkszählung, deren Ergebnisse offiziell veröffentlicht wurden, fand 1977 statt und ergab 80,3 Prozent Mauren, 15 Prozent Halpulaaren (zusammengefasst Fulbe und Tukulor), 3,4 Prozent Soninke, 1,1 Prozent Wolof und 0,2 Prozent andere bei 98 Prozent Mauretaniern (der Rest Ausländer) im Land. Der Abschnitt über die ethnische Verteilung wurde 1977 nicht veröffentlicht, die nächste Zählung von 1988 wurde offiziell komplett unter Verschluss gehalten. Die schwarzafrikanische Bevölkerung hält ihre Zahlen für zu niedrig. Eine Studie für die UNESCO von 1982 schätzte 18 Prozent Halpulaaren. Die Soninke stellen demnach 4 Prozent der Bevölkerung, sie sind nur in der Region Guidimaka mit einem größeren Anteil (36 Prozent) vertreten. Die sehr kleine Gruppe der Wolof lebt nur in den südwestlichen Regionen Keur-Macène und Rosso.

## Mauren
Die Bīdān oder Mauren sind die Bewohner des Ard al-Bīdān, was geographisch 9/10 der Landfläche bildet, und bilden den Großteil der Bevölkerung dieses Landstrichs. Sie sind alle nomadischen Ursprungs, ihr Idiom ist Hassānīja, ein Dialekt des Arabischen.
Die Bidhan sind von arabisch-berberischer Abstammung, obwohl sich im Laufe der Jahrhunderte viele unter den afrikanischen Ethnien verheirateten. Diese Mauren besetzen zerstreute Gebiete in Westafrika, im Süden von Marokko, in Niger, an der atlantischen Küste und in Mali. Hier sind insbesondere die im Gebiet von Timbuktu nomadisierenden Kunta zu nennen. Die größte Konzentration dieser Gruppe findet sich allerdings weiterhin in Mauretanien, das seinen Namen dieser Hauptgruppe verdankt. Die komplexen sozialen Beziehungen der maurischen Gesellschaft basieren auf einer starr hierarchischen sozialen und ethnischen Teilung. Die sozialen Unterscheidungen spiegeln die Auswirkung des Erbes, des Handwerkes und des Wettrennens wider. Mauren unterscheiden zwischen dem freien und dem unterwürfigen Status einerseits und den Edlen, den Tributpflichtigen, den Handwerkern und den Sklaven andererseits. Die nichtmaurischen, schwarzafrikanischen Völker Mauretaniens, kennen ähnliche hierarchische Gesellschaftsstrukturen.
Die zwei herrschenden Gruppen der maurischen Gesellschaft sind die Krieger – hauptsächlich von arabischer Abstammung der Stämme Beni Hassan, daher auch ihr Name Hassan oder Lerab العرب – und die religiösen Führer Zawaya الزوايا oder Telba الطلبة, auch Marabouts genannt, die Erben der religiösen Mauren der Almoraviden. Diese zwei Gruppen stellen den maurischen Adel dar und mischten sich mit den schwarzafrikanischen Bevölkerungsgruppen am geringsten.
- Die Marabouts oder deutsch „Marabus“ (arabisch الطلبة ettelba) sind größtenteils die Berbernachkommen der Zwāya, religiöse Kämpfer der ersten weißen Eroberer aus der Südwestsahara; sie werden allgemein als die Nachkommen und Erben der Almoraviden angesehen; ihre gesellschaftliche Bedeutung stützt sich auf ihre ausführliche Kenntnis der malikitischen Rechtsschule des sunnitischen Islam. Vielfach von intellektueller Bildung, haben sie dem derzeitigen politischen Leben Mauretaniens ihren Stempel aufgedrückt.
- Die Krieger (arabisch حسان hassān) stammen fast alle aus dem kriegerischen Stamm der Banī Hassān; sie kamen aus dem Jemen in Arabien über Ägypten und Marokko zwischen dem 13. und 17. Jahrhundert in die Region des heutigen Mauretanien. Sie brachten die arabische Kultur mit, die auf einer Auffassung des Islam basiert, von dem die berberischen Sanhādscha mehr imprägniert waren als sie selbst. Deshalb beruhte ihre politische Bedeutung nicht auf einer etwaigen religiösen Bestimmung, die sie für sich reklamiert haben könnten, sondern einzig auf ihrer militärischen Stärke. Ihre Emirate Trārza, Ādrār, Brākna und Tagānt waren für einige Jahrhunderte der Rahmen des zerbrechlichen Gleichgewichts zwischen den kriegerischen und religiösen Stämmen.

- Die Vasallen der Tributpflichtigen (Hassania الزناقه zenaga) gehören zur Elite und folgen im Status den Hassan und Zawaya. Sie sind die Nachkommen der von den Arabern besiegten Berber, und ihr arabischer Dialekt zeigt einen größeren berberischen Einfluss. Obwohl diese drei sozialen Schichten die „weißen“ Mauren (Bidhan) genannt werden, haben sich die Zenaga in einem größeren Grad mit den Afrikanern vermischt.
- Die Handwerker (arabisch المعلمين lemalmin) werden als Mitglieder einer in sich geschlossenen Kaste angesehen, die untereinander heiraten und ein soziales Leben führen.
- Die Barden und Unterhalter, (Hassania إيغاون ighawen) in Mauretanien, und Griots allgemein in Westafrika genannt, sind ebenfalls Mitglieder einer eigenständigen Kaste.
- Die unterste soziale Schicht bilden die „schwarzen“ Mauren (Hassania الحراطين Lehartin), die Nachkommen der freigelassenen Sklaven Haratin und die nicht freigelassenen Sklaven Abid (Sing. Abd). Sie sind im Unterschied zu allen Vorherigen schwarzafrikanischer Herkunft. (Siehe auch: Sklaverei in Mauretanien). Außerhalb der maurischen Gesellschaftsordnung stehen die Nemadi, Jäger in der Wüste im Südosten des Landes.

Originalmythen wurden weitergegeben, um Wahrnehmungen für den sozialen Status zu verstärken und um Elemente dieses raffinierten Systems der Schichtung zu rechtfertigen. Die Handwerker und die Musiker in der Gesellschaft der Mauren wären eher semitischer (arabischer) als berberischer oder afrikanischer Herkunft. Man denkt, dass die Fischer von Imraguen, eine in der Nähe von Nouadhibou lebende Kastengruppe, von den Urbewohnern Bafour abstammen könnten, einer einheimischen schwarzen Volksgruppe, die nach Süden vor der Ausdehnung der Wüste ausgewandert war. Die kleinen Jägergruppen der Nmadis könnten die Reste des ersten Volks sein, das die Sahara bewohnte, und sind berberischen Ursprungs.

## Soudans
Soudans (arabisch السودان) nennen die Araber die Schwarzafrikaner, daher kommt die Benennung dieser Volksgruppen Mauretaniens.
Es gibt fünf schwarzafrikanische Hauptgruppen in Mauretanien, die traditionell überwiegend Ackerbau treiben und in Dörfern im Süden des Landes leben. Die größte Volksgruppe bilden die traditionell überwiegend Ackerbau treibenden Tukulor und die Vieh züchtenden Fulbe (beide als Halpulaaren bezeichnet). Weitere schwarzafrikanische Gruppen sind Soninke, Wolof und Bambara. Andere kleine afrikanisch-ethnische Gruppen leben ebenfalls im Süden und in den Oasen in den übrigen Landesteilen. Wie die Bidhan war früher die Mehrzahl der Fulbe Nomaden. Fast alle haben Verwandte im Senegal oder in Mali. Sie sprechen Fulfulde oder westatlantische Sprachen aus der Niger-Kongo-Sprachfamilie.
Die Soudans waren für einige Zeit während der Imperien von Ghana, Mali und Tekrur auch politisch bestimmend. Nach dem Schwinden der Bedeutung dieser Reiche wurden sie mehr und mehr von den Mauren dominiert, behielten jedoch ihre Traditionen und Sprachen bei. Man unterscheidet:
Wolof („am wenigsten“); diese siedeln im Tal des Senegalflusses unterhalb der Region Rosso (Departements Ndiago und Keur-Macène), wo sie sich mit den maurischen Stämmen der Trārzas mischen.
Soninke oder Sarakolle bewohnen Guidimakla und das Tal Karakoro. Ihre Vorfahren, die Gangara, kultivierten noch das Plateau von Assaba bis zum 17. Jahrhundert. Sie waren die letzten Schwarzafrikaner, die den immer mehr verwüsteten Süden der Sahara (den Norden des heutigen Mauretanien) verließen, vor den nomadischen Berbern flüchtend.
Die wichtigste Volksgruppe ist jene der Tukulor zwischen Rosso und Maghama. Man findet sie noch in den Regionen Aleg, Monguel und Mbout. Sie vermischen sich mit den Sarakollés im Westen von Selibaby. Einzelne Familien findet man noch um Ould Yenge und Kobenni. Ihre Gesellschaftsordnung ist jener der Mauren ähnlich: Sie ist ebenfalls aufgeteilt in Marabouts und Krieger. Sie nahmen bis vor kurzem eine wichtige Stellung im landwirtschaftlichen, sozialen und politischen Leben ein.
Die Fulbe sind zwischen Gorgol und Hodh Ech Chargui zerstreut. Sie sind in ihrer Mehrzahl Rinderzüchter, aber eine wachsende Anzahl von ihnen baut auch Hirse um die kleinen Dörfer an.